# Maurice Reverdy
Maurice Reverdy, né le 22 janvier 1953 à L'Arbresle et mort le 26 août 2015 à Limoges, est un auteur-compositeur-interprète et guitariste français.

## Discographie

### Albums tous publics
- Lucidéaliste (CBS-1980)
- Énergie bleue (Flarenasch/WEA-1982)
- Et le monde glisse (Hacienda/musidisc-1995)
- Chapeau & Co.  (2011-Eveil et Découvertes)
- Brassens Bien Brassé (Non paru)

### Albums pour enfants
- 24 petites chansons pour grandir (1999-M10)
- C'est ma planète et autres chansons (2002-M10)[2]
- 52 chansons vertes et bleues[3] (2009-Éveil et Découvertes)

## Poèmes
- Le ciel est trop bleu pour partir, 2002 aux éditions Le bruit des autres. Il s'agit d'un recueil de cent et un poèmes volontairement courts.